# Atentado del bar Iruña
El atentado del bar Iruña fue un ataque terrorista con granadas perpetrado el 26 de diciembre de 1987 por militantes del terrorismo independentista catalán, contra miembros de la Armada de los Estados Unidos en Barcelona, España.

## Precedentes
Entre 1951 y 1987 la Armada estadounidense atracó periódicamente en el puerto de Barcelona, con menor frecuencia desde la llegada de la democracia a España. Durante la Transición, el 17 de enero de 1977 habían fallecido en un accidente en el puerto 49 militares americanos por la colisión entre una barcaza con tripulación de los USS Guam y USS Trenton contra un barco mercante.
Desde la década de 1980 la izquierda independentista catalana se manifestó en contra de su presencia. En 1986 activistas de la Crida a la Solidaritat en Defensa de la Llengua promovieron una acción de protesta de carácter vandálico durante la cual se vertió pintura sobre una fragata de la Armada de los EE. UU.Con anterioridad al atentado, ya existían eslóganes y grafitis antiamericanos en el entorno del bar. 
Tres meses antes, en octubre de 1987, Terra Lliure había atentado contra el Consulado General de los EE. UU. en Barcelona hiriendo a ocho personas.

## Ataque
Los miembros de la Armada de los EE.UU. de los barcos USS Thorn DD-988 y USS Donald B. Beary FF-1085, que habían llegado a Barcelona el 21 de diciembre de 1986, se encontraban fuera de servicio en un club privado de las United Service Organizations en el número 2 de la plaza del Duque de Medinaceli de Barcelona. El bar Iruña alojaba, además del club privado, la recepción de los marinos americanos.Un individuo arrojó dos granadas de mano que explotaron dentro del local.

## Víctimas
Cinco personas resultaron heridas de diversa consideración. Falleció Ronald Strong, marino de 22 años y natural de Reeders (Pensilvania), a consecuencia de los impactos de metralla que recibió en pulmones y riñones.

## Consecuencias
A consecuencia del atentado y tras treinta y cinco años de visitas, la Sexta Flota de los Estados Unidos no ha vuelto a emplear el puerto de Barcelona en sus escalas.
Tanto Terra Lliure como el Ejército Rojo Catalán de Liberación (Exèrcit Roig Català d'Alliberament, ERCA) reivindicaron la autoría del atentado. Una mujer que se identificó como militante del ERCA asumió la autoría de un atentado «contra un establecimiento de los marines de guerra yanquis» en una llamada a la Agencia EFE. Las autoridades sin embargo pusieron en duda la credibilidad de esta declaración.